# Walter Yonge

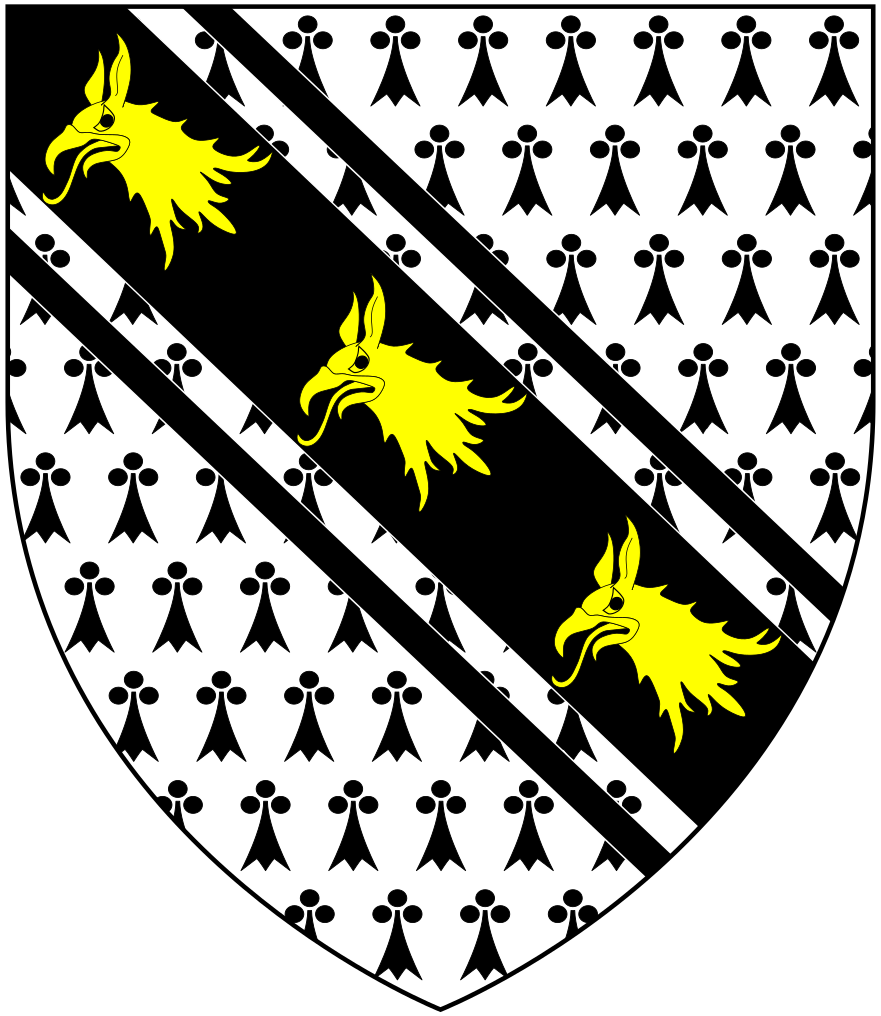
Stemma della casata degli Yonge

Walter Yonge (Colyton, 1579 – 1649) è stato un politico e mercante inglese, partecipò, in qualità di membro laico, all'Assemblea di Westminster. Fu membro del Parlamento Lungo per il collegio elettorale di Honiton tra il 1642 ed il 1648.

## Biografia
Secondogenito di John Yonge e di sua moglie Alice Starre, entrambi di Colyton nel Devon, la famiglia paterna sembra discendesse dal celebre giurista e magistrato inglese Thomas Yonge (1405-1476). Suo padre era un facoltoso mercante di Lyme Regis e sembra sia stato autore di un Discorso letto al cospetto della regina Elisabetta I d'Inghilterra nel quale faceva richiesta a nome dei potentati della regione per l'istituzione di un istituto di credito. Quando suo padre era in vita, crebbe nel piccolo villaggio di Upton Hellions, un villaggio poco distante da Crediton, nel Devon; alla morte di suo padre nel 1612, a causa della morte del fratello maggiore avvenuta nel 1584, fece ritorno nella magione di famiglia per ereditare la proprietà paterna a Colyton.

Si iscrisse come matricola al Magdalen College di Oxford il 19 aprile 1599 ma abbandonò l'istituto senza conseguire alcun titolo universitario e nel 1600 si iscrisse alla Middle Temple, una delle quattro associazioni professionali inglesi sempre in qualità di studente per intraprendere la professione forense. Sebbene fosse accreditato per l'attività forense, ovvero per Call to the bar, la sua attività di avvocato non fu particolarmente incisiva. Fu per molti anni giudice di pace nel Devonshire e nel 1628 fu nominato Sceriffo del Devon. Nel 1640, un comitato della Camera dei Comuni lo nominò membro del Parlamento per il collegio elettorale di Honiton all'interno dello schieramento dei puritani. Nonostante fosse stato eletto nel 1640, non riuscì a presenziare alle sedute parlamentari se non dopo la Purga di Pride nel dicembre del 1648. Tra il 1642 ed il 1648, tuttavia, ricoprì l'incarico di victualler (responsabile degli approvvigionamenti) per la Marina inglese.
Yonge sposò Jane Periam, figlia ed erede di Sir John Peryam di Exeter, dalla quale ebbe tre figli:
- Sir John Yonge, I baronetto di Culliton
- Walter Yonge, avvocato presso l'Inner Temple
- Jane Young

Yonge è anche ricordato per aver lasciato dei diari, ora conservati presso il British Museum, che ricoprono gli anni 1604-1627 e 1642-1645, che sono considerati di notevole interesse storico in quanto fonti importanti, una versione a cura della Camden Society venne pubblicata nel XIX secolo.

## Opere
- (EN)  A Manual, or a Justice of the Peace his Vade-Mecum (1642)